# دليل أسلوب النشر العلمي
دليل نمط إم إل إيه (بالإنجليزية: MLA Style Manual)‏ هو دليل كتابة يتم استخدامة بشكل واسع في كتابة الأبحاث العلمية، ويستخدم كثيرا في الولايات المتحدة وكندا وعدة دول أخرى.
يؤسس دليل نمط إم إل إيه نظامًا لتوثيق المصادر في الكتابة العلمية. نشر الدليل لأول مرة في عام 1985 من قبل جمعية اللغة المعاصرة في الولايات المتحدة الأمريكية. وصدرت الطبعة الثانية منه عام 1998، ثم صدرت طبعته الثالثة في عام 2008. وبحسب الجمعية فإن دليل الأسلوب قد تم اعتماده على نطاق واسع في التدريس في الصفوف الدراسية، واستخدمه العلماء وناشري المجلات، والصحف الأكاديمية والتجارية في جميع أنحاء العالم.
أعلنت جمعية اللغة المعاصرة في أبريل 2016 عن إيقاف إصدار الدليل، واعتبار الطبعة الثالثة التي كان من المقرر استبعادها هي الطبعة الأخيرة، وبدلًا منه سيتم إصدار كتيب النسخة المختصرة للطلاب من الدليل باعتبارها المصدر الرئيسيّ لنمط إم إل إيه منذ ذلك الحين، كما أعلنت الجمعيّة عن خططها لتطوير منشورات إضافية لتلبية الاحتياجات المهنية للعلماء.

## الاستخدام
استخدم دليل أسلوب التوثيق إم إل إيه في المنح الدراسية في جميع العلوم الإنسانية، لا سيما في دراسات اللغة الإنجليزية، واللغات المعاصرة، والآداب، والأدب المقارن، والنقد الأدبي، والدراسات الإعلامية، والدراسات الثقافية.
كان دليل الأسلوب هو أحد كتابين أصدرتهما جمعية اللغة المعاصرة حول أسلوب التوثيق إم إل إيه، فبينما استهدف كتيب أسلوب إم إل إيه طلاب المرحلة الثانوية وما بعد الثانوية ومعلميهم، كان دليل أسلوب إم إل إيه يستهدف بشكلٍ رئيسي طلاب الدراسات العليا، والباحثين الأكاديميين، والأساتذة، والكتّاب والمحررين المحترفين.

## تاريخ
كان كتيبًا صغيرا بعنوان ورقة أسلوب إم إل إيه قد سبق كلا إصداري الجمعية (دليل الأسلوب، وكتيب الأسلوب) حيث نشر لأول مرة في عام 1951، ثم تمّت مراجعته وتنقيحه في عام 1970، طبعت الورثم ثم تبعها النجاح التجاري الهائل لكتيب الأسلوب، والذي قد أدّى إلى الحاجة لنشر دليل للأسلوب بحيث يكون مصاحبًا للكتيب.